# Ichneumon tibetanus
Ichneumon tibetanus là một loài tò vò trong họ Ichneumonidae.